# Mýa
Mýa, właśc. Mýa Marie Harrison (ur. 10 października 1979 w Waszyngtonie) – amerykańska piosenkarka R&B i popowa, tancerka, aktorka, modelka i producentka muzyczna. Sławę zdobyła w późnych latach 90. Znana jest najlepiej z takich przebojów, jak „It’s All About Me”, „The Best of Me”, „Case of the Ex”, „My Love Is Like...Wo”, z coveru „Lady Marmalade” (za który zdobyła nagrodę Grammy) oraz z występów w filmach Chicago (2002) i Przeklęta (2005).

## Życiorys
Urodziła się w Waszyngtonie. Jej rodzicami są Theresa i Sherman Harrisonowie, para muzyków; ojciec jest pochodzenia afroamerykańskiego, zaś matka włoskiego. Ma dwóch młodszych braci: Chaza i Nijela. Dorastała w miejscowości Glenn Dale, w stanie Maryland. Jest absolwentką Eleanor Roosevelt High School.
W 2001 roku wraz z Christiną Aguilerą, Lil’ Kim i Pink wylansowała przebój „Lady Marmalade” (który jest coverem piosenki zespołu Labelle pod tym samym tytułem), wyprodukowany przez raperkę Missy Elliott.
Od 21 września 2009 do 24 listopada 2009 roku brała udział w programie Dancing with the Stars, gdzie jej partnerem był Dmitry Chaplin. Zajęli 2. miejsce (na 16 możliwych).

## Dyskografia

### Albumy studyjne
| Mýa                                     | - Data: 21 kwietnia 1998 - Wydawca: Interscope        | 29 | –  | –  |                                       |
| Fear of Flying                          | - Data: 25 kwietnia 2000 - Wydawca: Interscope        | 15 | 39 | 28 | - CAN: złota płyta - AUS: złota płyta |
| Moodring                                | - Data: 22 lipca 2003 - Wydawca: A&M/Interscope       | 3  | 25 | –  |                                       |
| Liberation                              | - Data: 18 września 2007 - Wydawca: Universal Motown  | –  | –  | –  |                                       |
| Sugar & Spice                           | - Data: 3 grudnia 2008 - Wydawca: Manhattan/Planet 9  | –  | –  | –  |                                       |
| K.I.S.S. (Keep It Sexy & Simple)        | - Data: 20 grudnia 2011 - Wydawca: Manhattan/Planet 9 | –  | –  | –  |                                       |
| Smoove Jones                            | - Data: 14 lutego 2016 - Wydawca: Manhattan/Planet 9  | –  | –  | –  |                                       |
| „–” oznacza, że album nie był notowany. |                                                       |    |    |    |                                       |

### Single
| „It’s All About Me” (feat. Sisqó)                         | 1998 | 6  | 39 | –  |                           | Mýa                              |
| „Movin’ On” (feat. Silkk The Shocker)                     | 1998 | 34 | –  | –  |                           | Mýa                              |
| „My First Night with You”                                 | 1999 | 28 | –  | –  |                           | Mýa                              |
| „Take Me There” (z Blackstreet feat. Ma$e i Blinky Blink) | 1999 | 14 | 35 | –  |                           | The Rugrats Movie                |
| „The Best of Me” (feat. Jadakiss)                         | 2000 | –  | –  | –  |                           | Fear of Flying                   |
| „Best of Me, Part II” (feat. Jay-Z)                       | 2000 | 50 | –  | –  |                           | Backstage: A Hard Knock Life     |
| „Case of the Ex”                                          | 2000 | 2  | 14 | 1  | - AUS: platynowa płyta    | Fear of Flying                   |
| „Free”                                                    | 2001 | 42 | –  | 4  | - AUS: platynowa płyta    | Fear of Flying                   |
| „Lady Marmalade” (z Christiną Aguilerą, Lil’ Kim i Pink)  | 2001 | 1  | 17 | 1  | - AUS: 2x platynowa płyta | Moulin Rouge!                    |
| „My Love Is Like...Wo”                                    | 2003 | 13 | –  | 25 |                           | Moodring                         |
| „Fallen”                                                  | 2003 | 51 | –  | –  |                           | Moodring                         |
| „Lock U Down” (feat. Lil Wayne)                           | 2007 | –  | –  | –  |                           | Liberation                       |
| „Ridin’”                                                  | 2007 | –  | –  | –  |                           | Liberation                       |
| „Paradise”                                                | 2008 | –  | –  | –  |                           | Sugar & Spice                    |
| „Fabulous Life”                                           | 2011 | –  | –  | –  |                           | K.I.S.S. (Keep It Sexy & Simple) |
| „Runnin’ Back” (feat. Iyaz)                               | 2011 | –  | –  | –  |                           | K.I.S.S. (Keep It Sexy & Simple) |
| „Earthquake” (feat. Trina)                                | 2011 | –  | –  | –  |                           | K.I.S.S. (Keep It Sexy & Simple) |
| „Somebody Come Get This Bitch” (feat. Stacie & Lacie)     | 2011 | –  | –  | –  |                           | K.I.S.S. (Keep It Sexy & Simple) |
| „Mr. Incredible”                                          | 2011 | –  | –  | –  |                           | K.I.S.S. (Keep It Sexy & Simple) |
| „Mess Up My Hair”                                         | 2012 | –  | –  | –  |                           | K.I.S.S. (Keep It Sexy & Simple) |
| „Evolve”                                                  | 2012 | –  | –  | –  |                           | K.I.S.S. (Keep It Sexy & Simple) |
| „–” oznacza, że singel nie był notowany.                  |      |    |    |    |                           |                                  |

## Filmografia

### Filmy
- 1999: Zbyt blisko wroga (In Too Deep) jako Loretta
- 2001: Gimnazjum Volcano (WaSanGo) jako Yu Cha-i
- 2002: Chicago jako Mona
- 2004: Dirty Dancing: Havana Nights jako Lola Martinez
- 2004: Zatańcz ze mną (Shall We Dance) jako narzeczona Verna
- 2005: Przeklęta (Cursed) jako Jenny
- 2006: Ways of the Flesh (The Heart Specialist) jako Valerie
- 2007: The Metrosexual jako Jessica
- 2007: Normalny facet (Cover) jako Cynda
- 2008: Love for Sale jako Keiley
- 2009: Bottleworld jako Bree
- 2010: Apartament (The Penthouse) jako Mitra
- 2014: Macki Trójkąta Bermudzkiego (Bermuda Tentacles, TV) jako porucznik Plummer

### Seriale TV
- 2004: Poszukiwani (1-800-Missing) jako Kira
- 2005: Agenci NCIS jako Samantha ‘Jade’ King
- 2018: Gods of Medicine jako Jackie Garret